# WrestleMania V
WrestleMania V est la cinquième édition de la série évenementielle WrestleMania, réunion annuelle de catch (Lutte professionnelle) produite et présentée par la World Wrestling Entertainment et vidéo-diffusée selon le principe du paiement à la séance (pay-per-view). WrestleMania V s'est déroulée le 2 avril 1989 en la Salle de conventions Historique d'Atlantic City, dans le New-Jersey. Des places supplémentaires étaient ajoutées au Trump Plaza pour augmenter la capacité d'affluence du précédent WrestleMania, organisé dans cette même Salle d'Atlantic City. WrestleMania IV et V sont les deux seules éditions de WrestleMania à avoir été organisées dans le même lieu deux années consécutives.
Les célébrités qui assistaient à l'évènement étaient Morton Downey Jr. et Donald Trump. Run-DMC a réalisé un WrestleMania Rap pour les spectateurs.
En France, cet évènement fit l'objet d'une diffusion sur Canal+, toujours selon le principe du paiement à la séance.

## Résultats
| #                                                          | Résultats | Stipulations                                           | Commentaires | Durée |
| ---------------------------------------------------------- | --- | ------------------------------------------------------ | --- | ----- |
| 1                                                          | Hercules bat King Haku (avec Bobby yuenan) | Match simple                                           | - Hercules a effectué le tombé sur Haku après une Belly to Back Suplex pontée.                                                                                                   | 06:57 |
| 2                                                          | The Twin Towers (Akeem et The Big Boss Man) (avec Slick) battent The Rockers (Shawn Michaels et Marty Jannetty)                                   | Match par équipe                                       | - Akeem a effectué le tombé sur Michaels après un 747 Splash. | 08:02 |
| 3                                                          | Brutus The Barber Beefcake a combattu The Million Dollar Man Ted DiBiase (avec Virgil) pour un double décompte à l'extérieur.                     | Match simple                                           | - Brutus Beefcake et Ted DiBiase étaient tous les deux décomptés à l'extérieur quand ils se battaient en dehors du ring et ne revinrent pas à temps.                             | 10:01 |
| 4                                                          | The Bushwhackers (Luke Williams et Butch Miller) battent The Fabulous Rougeaus (Jacques et Raymond Rougeau ) (avec Mouth of the South Jimmy Hart) | Match par équipe                                       | - Luke Williams a effectué le tombé sur Raymond Rougeau après un Double Stomach Breaker.                                                                                         | 09:10 |
| 5                                                          | Mr. Perfect bat The Blue Blazer | Match simple                                           | - Perfect a effectué le tombé sur Blazer avec une Perfectplex. | 05:38 |
| 6                                                          | Demolition (c) (Ax et Smash) battent The Powers of Pain (The Warlord et The Barbarian) et Mr. Fuji                                                | Match à Handicap pour le WWF Tag Team Championship     | - Ax a effectué le tombé sur Fuji après un Demolition Decapitation. | 08:20 |
| 7                                                          | Dino Bravo (avec Frenchy Martin) bat Ronnie Garvin (3:06)                                                                                         | Match simple                                           | - Bravo a effectué le tombé sur Garvin après un Sidewalk Slam. - Garvin attaquait ensuite Frenchy Martin et lui portait le Garvin Stomp.                                         | 03:06 |
| 8                                                          | The Brain Busters (Arn Anderson et Tully Blanchard) (avec Bobby The Brain Heenan) battent Strike Force (Rick Martel et Tito Santana)              | Match par équipe                                       | - Anderson a effectué le tombé sur Santana après un Spike Piledriver. - Martel a abandonné Santana pendant le match.                                                             | 09:17 |
| 9                                                          | Jake The Snake Roberts bat André the Giant (avec Bobby The Brain Heenan) (avec Big John Studd en tant qu'arbitre spécial) par disqualification    | Match simple                                           | - André était disqualifié après avoir attaqué Studd, donnant à Roberts la victoire. - Pendant le match, Ted DiBiase est revenu en salle et a volé le serpent de Roberts, Damien. | 09:44 |
| 10                                                         | The Hart Foundation (Bret The Hitman Hart et Jim The Anvil Neidhart) battent The Honky Tonk Man et Greg The Hammer Valentine (avec Jimmy Hart)    | Match par équipe                                       | - Bret a effectué le tombé sur Honky Tonk Man après l'avoir frappé avec le Mégaphone de Jimmy Hart.                                                                              | 07:40 |
| 11                                                         | Ravishing Rick Rude (avec Bobby The Brain Heenan) bat The Ultimate Warrior (c)                                                                    | Match simple pour le WWF Intercontinental Championship | - Rude a effectué le tombé sur Warrior en renversant une suplex en une lateral press alors que Bobby Heenan retenait les jambes du Warrior.                                      | 09:36 |
| 12                                                         | Hacksaw Jim Duggan a combattu Bad News Brown pour un match nul                                                                                    | Match simple                                           | - Les deux hommes étaient disqualifiés pour usage d'armes illicites. | 03:49 |
| 13                                                         | The Red Rooster bat Bobby The Brain Heenan (avec The Brooklyn Brawler)                                                                            | Match simple                                           | - Rooster a effectué le tombé sur Heenan après un whip dans le coin. - Après le match, le Brooklyn Brawler attaquait Rooster.                                                    | 00:31 |
| 14                                                         | Hulk Hogan bat Macho Man Randy Savage (c) (avec Miss Elizabeth dans un coin neutre)                                                               | Match simple pour le WWF Championship                  | - Hogan a effectué le tombé sur Savage après un Leg drop. | 17:54 |
| (c) désigne le champion défendant son titre dans le match. | |                                                        | |       |

- Piper's Pit avec l'invité Morton Downey, Jr..